# Cyathocoma hexandra
Cyathocoma hexandra är en halvgräsart som först beskrevs av Christian Gottfried Daniel Nees von Esenbeck, och fick sitt nu gällande namn av J. Browning. Cyathocoma hexandra ingår i släktet Cyathocoma, och familjen halvgräs. Inga underarter finns listade i Catalogue of Life.